# Fundacja Aparat Caffe
Fundacja Aparat Caffe – muzeum aparatów fotograficznych w Rzeszowie.
Kolekcja licząca około 2000 eksponatów obejmuje ponad 1300 aparatów fotograficznych, kamery, światłomierze, lampy błyskowe, powiększalniki, wyposażenie ciemni, inne akcesoria fotograficzne oraz literaturę tematyczną.
Pomysłodawcą, założycielem i prezesem Fundacji Aparat Caffe jest Piotr Mądrzyk – kolekcjoner starych aparatów, który opracował kolekcję, skatalogował i przygotował do ekspozycji (wspólnie z Marianą Mejkiw – wiceprezesem, Joanną Bród, Beatą Wojnarowską, oraz Moniką Rejewską-Mądrzyk).
Otwarcie Fundacji Aparat Caffe miało miejsce 1 lutego 2017 roku, przy ulicy Bernardyńskiej 11 w Rzeszowie.